# 三菱日聯摩根史坦利證券
三菱日联证券株式会社（日语：三菱UFJモルガン・スタンレー証券）是日本的一家证券公司，属于三菱日联金融集团旗下的子公司，目前拥有115家店面。

## 历史
前身是野村证券的母公司国际证券时代（但是並非子公司）。日本泡沫经济崩溃后，从1997年到1998年，当大部分证券公司都营业不佳的时候，国际证券却以投资基金业务取得了良好的成绩，股价也节节飙升（野村证券当时800日元，而国际证券是1100日元）。
2002年，国际证券株式会社，东京三菱证券株式会社，东京三菱个人证券株式会社以及一成证券株式会社宣布合并，新公司名为三菱证券株式会社。2005年，随着东京三菱金融集团和UFJ控股（日联控股）的合并，UFJ证券株式会社和三菱证券株式会社合并，改名为三菱UFJ证券株式会社。
2007年，因为常务董事被披露通过内幕交易购买股票，金融厅发布改善业务的命令。同年，其投资调查部门重新被重组为了三菱UFJ调查&咨询株式会社（三菱UFJリサーチ&コンサルティング）。2007年9月25日，三菱UFJ证券株式会社完全成为了三菱UFJ金融集团的子公司正式宣布退市。
2010年3月30日，三菱UFJ证券宣布和摩根·士丹利在日本成立合资证券公司，达成了最终协议。三菱UFJ金融集团表示，成立的两家合资公司分别是三菱UFJ摩根士丹利证券公司(Mitsubishi UFJ Morgan Stanley securities,MUMSS)和摩根士丹利MUFG证券公司(Morgan Stanley MUFG securities)。
摩根士丹利将在MUMSS合资公司中持有40%股权，三菱UFJ金融集团将持股60%。

## 子公司
- 三菱UFJ摩根士丹利证券公司60%
- 摩根士丹利MUFG证券公司60%
- kabu.com（カブドットコム証券）
2006年1月1日和三菱东京金融集团的MeNet证券（Meネット証券）吸收合并。
- MUS情报系统株式会社（MUS情報システム株式会社）
2006年10月30日改名为国际商业和系统服务株式会社（国際ビジネス・アンド・システムサービス株式会社）。